# Brandon Jones
Brandon William Jones (Greensboro, 7 maggio 1988) è un attore statunitense.

## Biografia
Brandon Jones è nato nel 1988 a Greensboro, nella Carolina del Nord, figlio di Kimberly e Reid Jones.
Cresciuto nella città di McLeansville, nel 2009 si è trasferito a Los Angeles per iniziare la carriera di attore.

## Carriera
Dopo essersi diplomato nel 2006 presso la Northeast Guilford High School nella Carolina del Nord, ha esordito come attore nel 2009 recitando in un episodio della serie televisiva 90210. Da allora ha recitato in molte altre serie, tra le quali First Day, CSI - Scena del crimine, Pretty Little Liars e The Fosters.
Ha fatto un provino per il ruolo di Tyler Locke nel film televisivo Locke and Key, ma il ruolo venne poi dato a Jesse McCartney. Nel 2010 ha fatto da modello per Abercrombie & Fitch.

## Filmografia

### Cinema
- Born to Race, regia di Alex Ranarivelo (2011)
- Hello, My Name Is Frank, regia di Dale Peterson (2014)
- Courting Des Moines, regia di Brent Roske (2016)
- Monolith, regia di Ivan Silvestrini (2017)

### Televisione
- 90210 – serie TV, episodio 2x03 (2009)
- Law & Order: LA – serie TV, episodio 1x03 (2010)
- Lie to Me – serie TV, episodi 3x06, 3x12 e 3x13 (2010-2011)
- CSI: NY – serie TV, episodio 7x19 (2011)
- Switched at Birth - Al posto tuo (Switched at Birth) – serie TV, episodio 1x04 (2011)
- First Day – serie TV, 6 episodi (2011)
- CSI - Scena del crimine (CSI: Crime Scene Investigation) – serie TV, 4 episodi (2011-2012)
- Il risolutore (The Finder) – serie TV, episodio 1x02 (2012)
- Jane stilista per caso (Jane by Design) – serie TV, episodio 1x09 (2012)
- Victorious – serie TV, episodio 4x04 (2012)
- Supernatural – serie TV, episodio 8x04 (2012)
- 2 Broke Girls – serie TV, episodio 2x07 (2012)
- Pretty Little Liars – serie TV, 12 episodi (2013-2015)
- The Fosters – serie TV, 6 episodi (2013-2015)
- Trainers – serie TV, episodi 1x01, 1x02 e 1x03 (2013)
- Killer Reality, regia di Jeff Fisher – film TV (2013)
- Cabot College, regia di Pamela Fryman – film TV (2014)
- The Middle – serie TV, episodio 5x14 (2014)
- Unbreakable Kimmy Schmidt – serie TV, episodi 1x05 e 2x11 (2015-2016)
- Hopeless, Romantic, regia di Farhad Mann  – film TV (2016)
- The Big Bang Theory – serie TV, episodio 10x03 (2016)
- Advance & Retreat, regia di Steven R. Monroe  – film TV (2016)
- Doubt - L'arte del dubbio (Doubt) – serie TV, episodi 1x07 e 1x08 (2017)

## Doppiatori italiani
Nelle versioni in italiano delle opere in cui ha recitato, Brandon Jones è stato doppiato da:
- Gabriele Lopez in CSI: Scena del crimine
- Paolo Vivio ne Il risolutore
- Simone Crisari in Pretty Little Liars
- Marco Vivio in Supernatural
- Alessandro Capra in Victorius
- Stefano Macchi in Monolith